# Laurentius Loricatus
Laurentius Loricatus († 1243) was soldaat en werd later benedictijn. De bijnaam Loricatus (pantserhemd) is ontleend aan het uit kettingen bestaande boetehemd, dat Laurentius droeg. 
Laurentius Loricatus is patroon van het bisdom Eca, bevestigd in de stad Eca in het Italiaanse Apulië. Laurentius Loricatus had als soldaat iemand per abuis gedood. Uit boetedoening maakte hij zich op voor een bedevaart naar Santiago de Compostella. Na zijn terugkeer verbleef hij als kluizenaar in een grot in Subiaco. Hij wordt vereerd als zalige. Zijn gedachtenis valt op 16 augustus.